# Aleksandr Gelfond
Aleksandr Osipovitsj Gelfond (Russisch: Александр Осипович Гельфонд) (Sint-Petersburg, 24 oktober 1906 - Moskou, 17 november 1968) was een Russische wiskundige, vooral bekend om de mede naar hem genoemde stelling van Gelfond-Schneider waarvan hij in 1934 het bewijs gaf. Naar hem is ook de constante van Gelfond eπ genoemd.

## Biografie
Aleksandr Gelfond was de zoon van een arts. Hij studeerde van 1924 tot 1927 aan de Staatsuniversiteit van Moskou. Na een korte periode als docent aan de Technische Hogeschool van Moskou gewerkt te hebben, werd hij in 1931 benoemd als hoogleraar analyse en later getaltheorie aan de Universiteit van Moskou. Hij bezette deze leerstoel tot aan zijn dood. Sinds 1933 was hij daarnaast werkzaam aan het Steklov-instituut voor wiskunde in Moskou. Hij promoveerde in 1935 in de wiskunde en de natuurkunde.

## Werk
- J. J. O'Connor, E. F. Robertson: Aleksandr Osipovich Gelfond. Biografie beim MacTutor History of Mathematics archive